# Izoceño
Izoceño, indijanski narod iz Bolivije porijeklom su od staroga aravačkog naroda Chané koji je nekada živio na sjeveroistoku Argentine u provinciji Salta. Suvremeni Izoceño Indijanci danas govore varijantom chiriguanskog (istočnobolivijskog guaranskog) koji su prihvatili prije najmanje nekih 300 godina, nakon što su prethodno bili poraženi u borbama s Guaranima i pali pod njihovu vlast.
Danas žive kao lovci i ribari na području bolivijskog departmana Santa Cruz i Tarija, a glavnina uz rijeku Parapeti.